# Iwan Kononow
Iwan Nikitowicz Kononow, ros. Иван Никитович Кононов (ur. 2 kwietnia 1906) w stanicy Nowonikołajewskaja w Rosji, zm. w 11 września 1967 w Adelajdzie w Australii) – radziecki wojskowy (major), dowódca 102 kozackiego dywizjonu kawalerii, 600 Dońskiego Kozackiego Dywizjonu Kawalerii, 5 pułku kawalerii Kozaków dońskich w 1 Kozackiej Dywizji Kawalerii, 3 brygady pieszej Kozaków dońskich 3 pieszej dywizji w XV Kozackim Korpusie Kawalerii SS, a następnie szef sztabu tego korpusu podczas II wojny światowej.
W 1920 wstąpił do armii bolszewickiej. Służył w 14 dywizji kawalerii 1 Armii Konnej na froncie polskim. W 1922 ukończył szkołę młodszych oficerów przy 14 dywizji kawalerii. Do września 1924 służył w dywizji, po czym został dowódcą pododdziału w 27 pułku kawalerii 5 stawropolskiej dywizji kozackiej. W 1927 ukończył szkołę wojskową, a następnie objął dowództwo szwadronu 27 pułku kawalerii. W latach 1930–1932 brał udział w zwalczaniu chłopskich buntów na północnym Kaukazie. Od stycznia 1932 zajmował funkcję komisarza politycznego w 30 saratowskim pułku kawalerii. Jednocześnie od 1933 był sekretarzem pułkowego biura partyjnego. W lipcu 1934 został zastępcą szefa sztabu 28 tamańskiego pułku kawalerii, a w 1936 r. – p.o. szefa sztabu tego pułku. W 1938 ukończył Akademię Wojskową im. M. Frunzego, dostając stopień majora. Od września tego roku był szefem oddziału operacyjnego sztabu II korpusu kawalerii w Kijowie. Brał udział we wrześniu 1939 w ataku na Polskę, a następnie na przełomie 1939/1940 w wojnie zimowej z Finlandią. Za zasługi odznaczony Orderem Czerwonej Gwiazdy. 15 sierpnia 1940 objął dowództwo pułku strzeleckiego 155 dywizji strzeleckiej. 
Po wybuchu wojny z Niemcami przeszedł 22 sierpnia 1941 na czele części pułku na stronę niemiecką, zapowiadając prowadzenie walki z władzą sowiecką. W październiku tego roku sformował kolaboracyjny ochotniczy kozacki szwadron kawalerii przy sztabie dowodzącego rejonem tyłowym Grupy Armii "Środek". Ponad 1-tysięczny ochotniczy kozacki oddział kawalerii, składający się z czterech szwadronów kawalerii, plutonu artylerii konnej i plutonu działek przeciwpancernych prowadził w składzie niemieckiej 88 Dywizji Piechoty działania antypartyzanckie na obszarze okupowanej Białorusi w rejonie Wiaźmy, Połocka i Wielkich Łuków. Kozacy niszczyli leśne bazy partyzantów. 
W 1942 dostał stopień podpułkownika, zaś w 1943 – pułkownika. Wiosną 1942 został dowódcą 102 kozackiego dywizjonu kawalerii. Jesienią tego roku objął dowództwo 600 Dońskiego Kozackiego Dywizjonu Kawalerii, w który rozwinął się 102 kozacki dywizjon kawalerii. Od czerwca 1943 dowodził 5 pułkiem kawalerii Kozaków dońskich w 1 Kozackiej Dywizji Kawalerii, jako jedyny Rosjanin na takim stanowisku. W styczniu 1945 objął dowództwo 3 brygady pieszej Kozaków dońskich 3 pieszej dywizji w XV Kozackim Korpusie Kawalerii SS. 3 kwietnia tego roku został w stopniu generała majora szefem sztabu korpusu. Jednocześnie sprawował funkcję oficera łącznikowego ze sztabem głównodowodzącego Rosyjskiej Armii Wyzwoleńczej gen. Andrieja A. Własowa. Był odznaczony Żelaznym Krzyżem 1 i 2 klasy. 
Uniknął deportacji do Związku Sowieckiego. Początkowo zamieszkał w zachodnich Niemczech, a następnie przeniósł się do Australii, gdzie zmarł 11 września 1967 w Adelajdzie.